# Markoosie Patsauq
Markoosie Patsauq (en inuktitut: ᒫᑯᓯ ᐸᑦᓴᐅᖅ) (Inukjuak, 24 de maig de 1941 - Inukjuak, 8 de març de 2020) va ser un escriptor quebequès inuit especialment conegut per ᐊᖑᓇᓱᑦᑎᐅᑉ ᓇᐅᒃᑯᑎᖓ ("L'arpó del caçador"), la primera novel·la publicada en llengua inuktitut. La novel·la es va escriure més tard, però publicada abans (1970), que Sanaaq de Mitiarjuk Nappaaluk.

## Trajectòria
Nascut el 24 de maig de 1941 a prop d'Inukjuak, Quebec, fou membre d'una de les famílies que l'any 1953 van ser recol·locades forçosament a Resolute, Territoris del Nord-oest, durant la reubicació de l'alta Àrtida. Més tard va assistir a l'escola secundària de Yellowknife.
L'any 1969 va escriure la història ᐊᖑᓇᓱᑦᑎᐅᑉ ᓇᐅᒃᑯᑎᖓ quan treballava com a pilot (el primer pilot inuit al Canadà), utilitzant material que havia escoltat dels seus familiars. Inicialment es va publicar per etapes al periòdic inuit Inuttituut, abans de publicar-se en una traducció anglesa el 1970. En ucraïnès, la novel·la es va publicar per primera vegada l'any 1974 amb l'editorial Veselka. Posteriorment, al 2013 es va publicar una traducció al francès i el 2014 van seguir les traduccions a l'hindi i al marathi. També va escriure narracions breus i de no-ficció, tot i que cap de les seves altres obres va arribar a ser tant coneguda com ᐊᖑᓇᓱᑦᑎᐅᑉ ᓇᐅᒃᑯᑎᖓ.
L'any 2016, l'acadèmica Valerie Henitiuk va estudiar com podia haver canviat el significat original de la història escrita en inuktitut quan es va traduir a l'anglès; les traduccions posteriors es basaven en aquesta traducció a l'anglès. Morí el 8 de març de 2020 a Inukjuak, als setanta-vuit anys.